# José de Arimateia
José de Arimateia, assim conhecido por ser de Arimateia, cidade da Judeia, foi, segundo os Evangelhos canônicos, um homem rico, senador e membro do Sinédrio, o colégio dos mais altos magistrados do povo judeu e que formava a suprema magistratura judaica. A Bíblia relata que ele era discípulo de Jesus, mesmo que secretamente (João 19:38).

## Relato bíblico

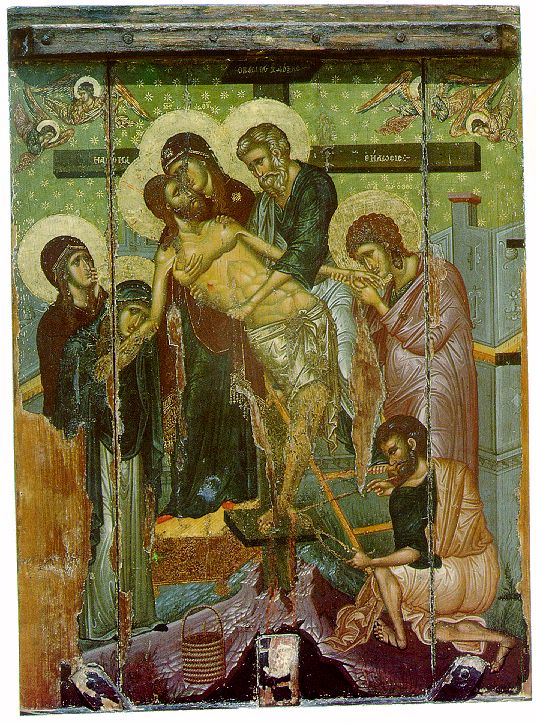
Deposição da Cruz, ícone do século XIV

Segundo os Evangelhos, José de Arimateia, juntamente com Nicodemos, providenciou a retirada do corpo de Cristo da cruz após solicitação feita a Pôncio Pilatos. Era o dono do sepulcro onde Jesus Cristo, seu amigo, foi embalsamado, numa esplanada a cerca de 30 metros do local da crucificação e de onde ressuscitou três dias depois da morte. Após a retirada do corpo de Jesus, foi preso por seguir a doutrina dele; ficou muitos anos preso. Caifás queria que ele ficasse preso até morrer, mas como José era muito inteligente para negócios lucrativos, o governador depois de Pôncio Pilatos, conversou com os membros do Sinédrio e convenceu-os a soltá-lo esperando pelos lucros que ele traria.
Atribui-se também a José o lençol de linho em que Jesus foi envolvido, conhecido como Santo Sudário.